# Reformierte Kirche Tschierv

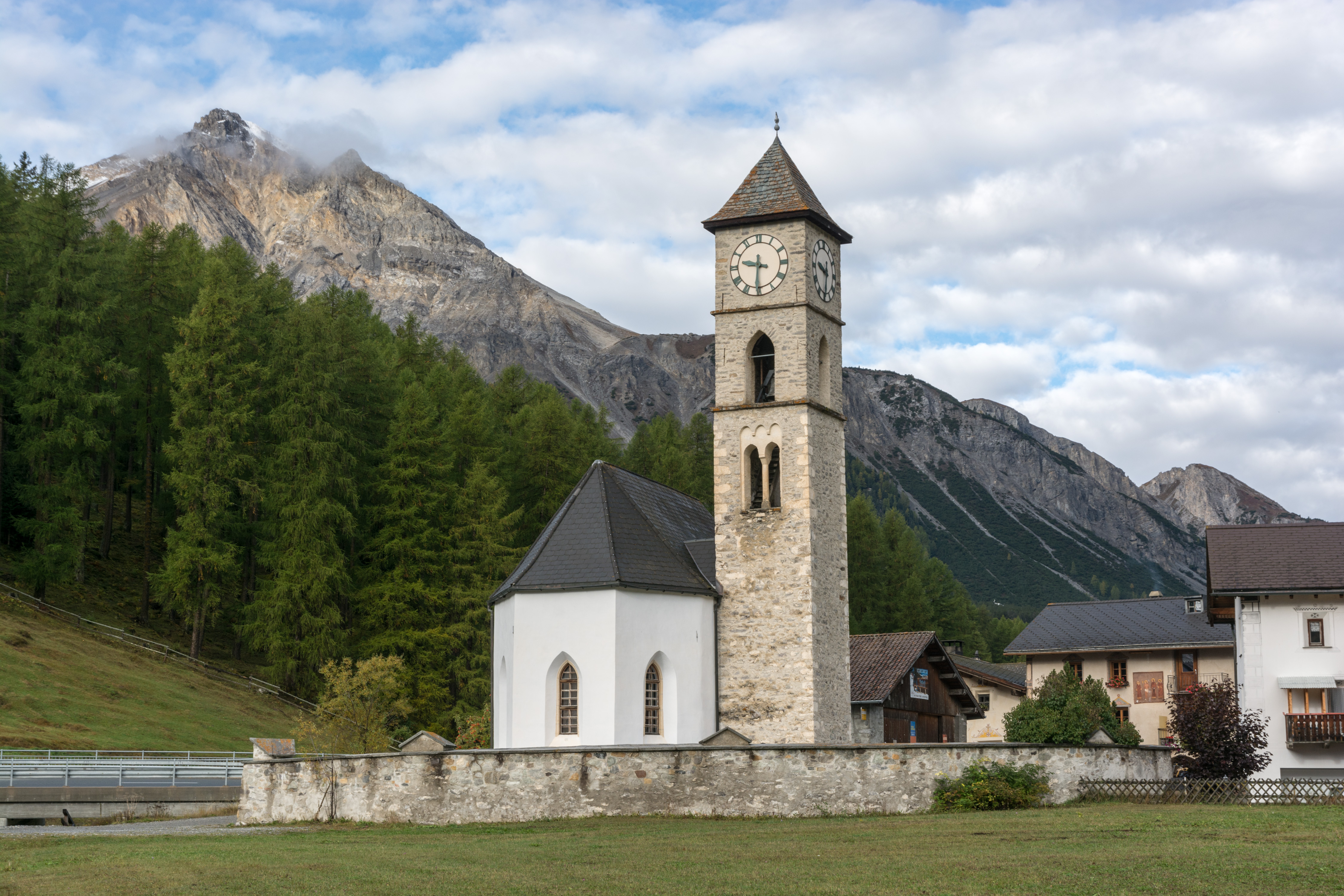
Reformierte Kirche Tschierv

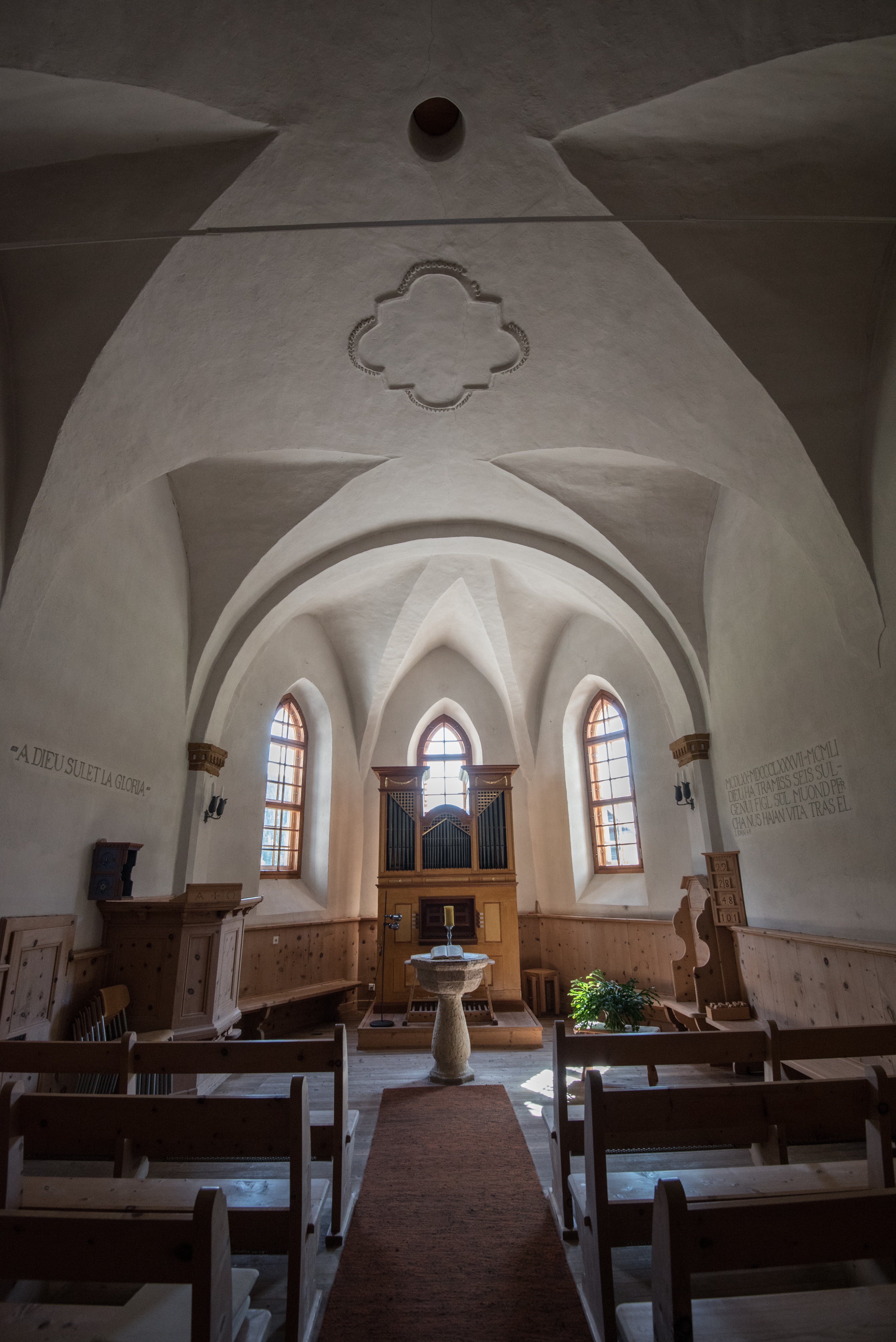
Innenraum

Die reformierte Kirche in Tschierv im Val Müstair ist ein evangelisch-reformiertes Gotteshaus unter dem Denkmalschutz des Kantons Graubünden. Letztmals restauriert wurde sie 1995 bis 1997.

## Geschichte und Ausstattung
Urkundlich bezeugt ist die Kirche erstmals 1471. Mitte des 17. Jahrhunderts, nach Ende der Bündner Wirren und der damit im Dorf einhergegangenen Verheerungen, wurde die Kirche umgebaut. Der Turm, bis dahin von Wimpergen gekrönt, erhielt 1887 einen Spitzhelm.
Die Orgel ist ein Werk der Tiroler Orgelbauer-Familie Fuchs. Zu Beginn des 19. Jahrhunderts wurde sie in die Kirche in S-chanf im Oberengadin eingebaut, bis sie 1904 nach Tschierv kam. Das Instrument dominiert den Kirchenraum, in dessen Zentrum sich der Taufstein befindet, auf dem auch das Abendmahl gefeiert wird.

## Kirchliche Organisation
Die Evangelisch-reformierte Landeskirche Graubünden führt Tschierv als Predigtstätte der fusionierten Kirchgemeinde Val Müstair, in die die langjährige bisherige Pastorationsgemeinschaft des oberen Münstertals zusammen mit Fuldera und Lüsai-Lü 2013 aufging.

## Galerie

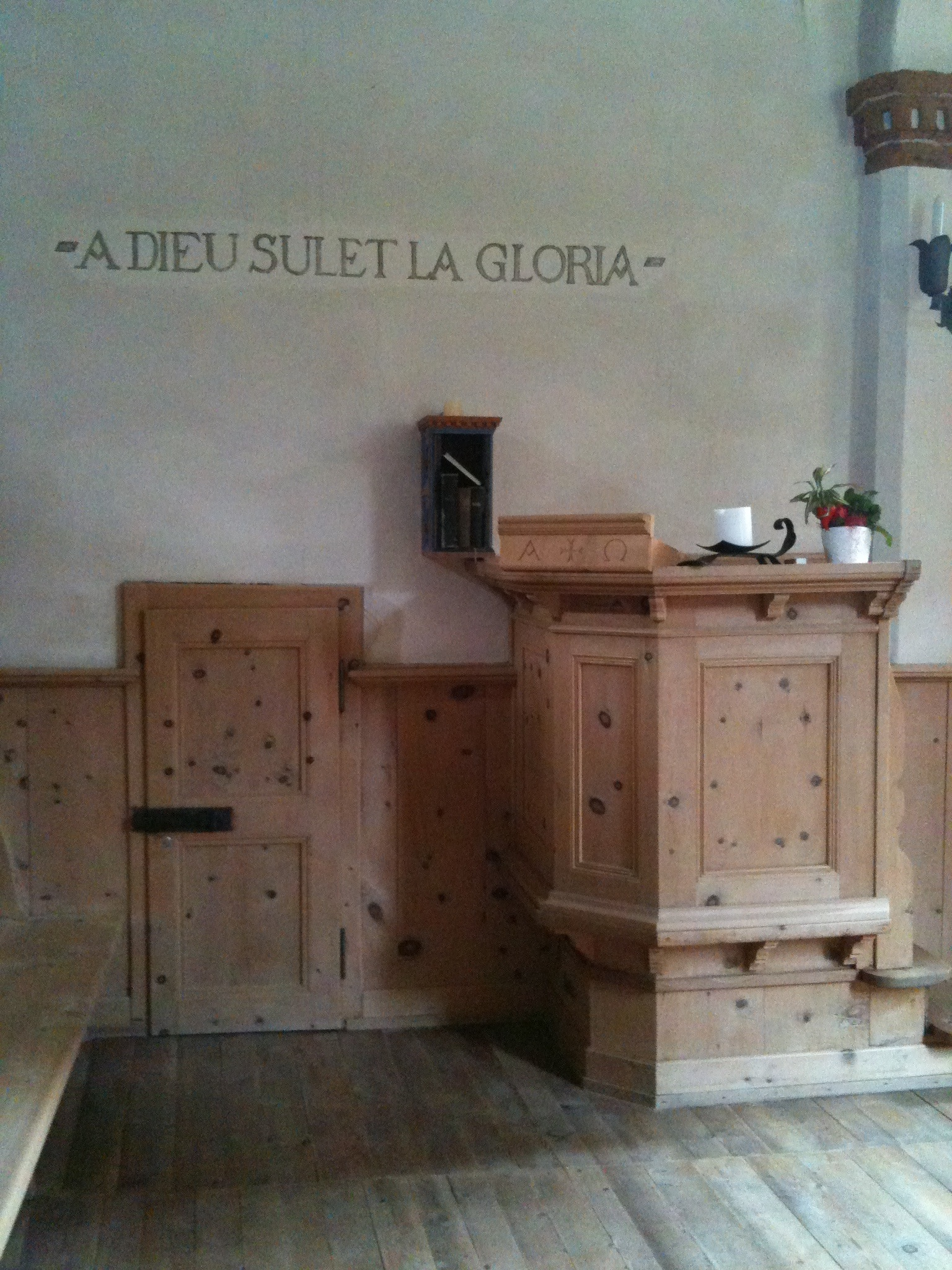
Kanzel, daneben Wandinschrift auf Vallader: «Gott allein die Ehre»
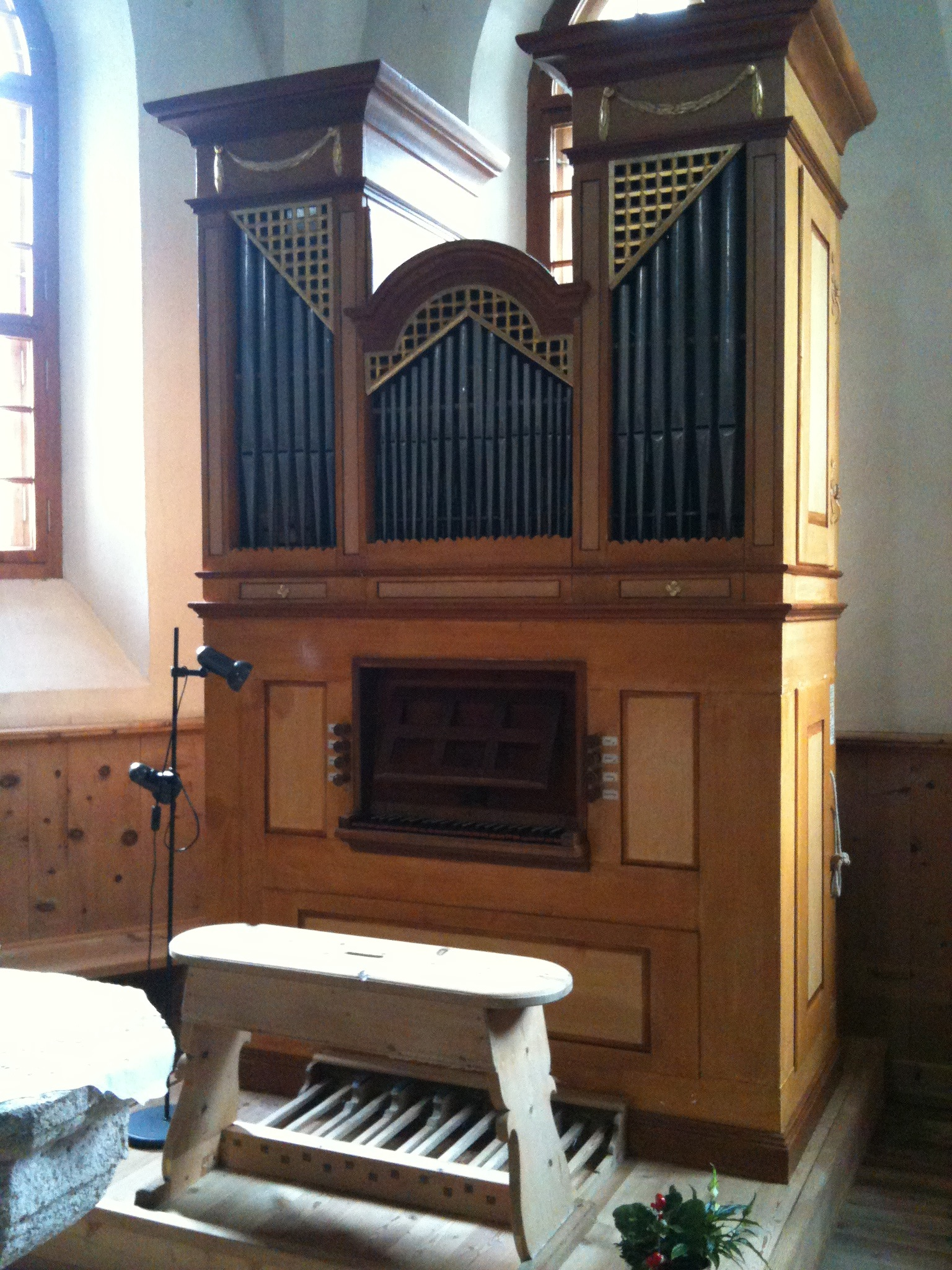
Orgel
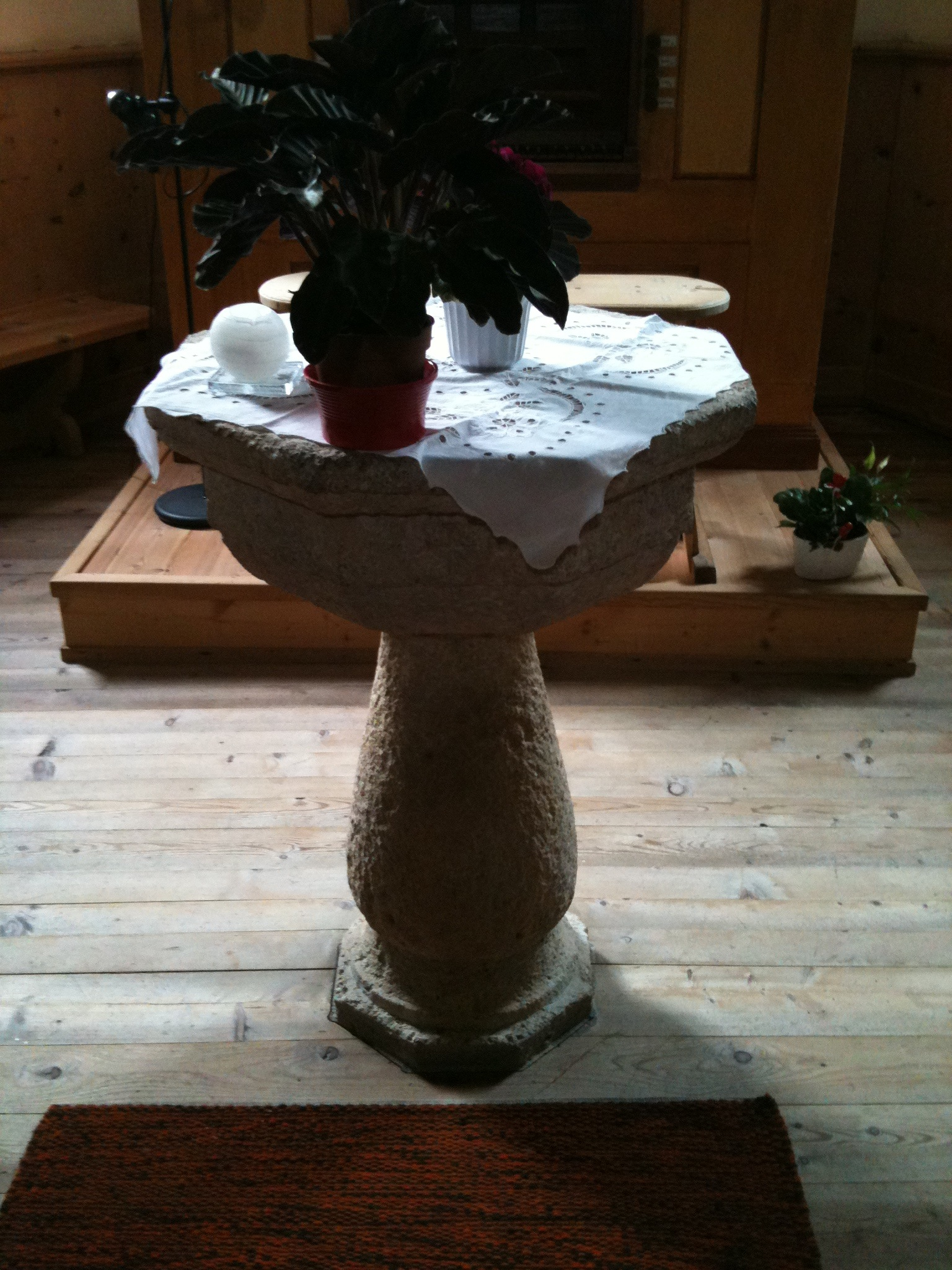
Zentraler Taufstein
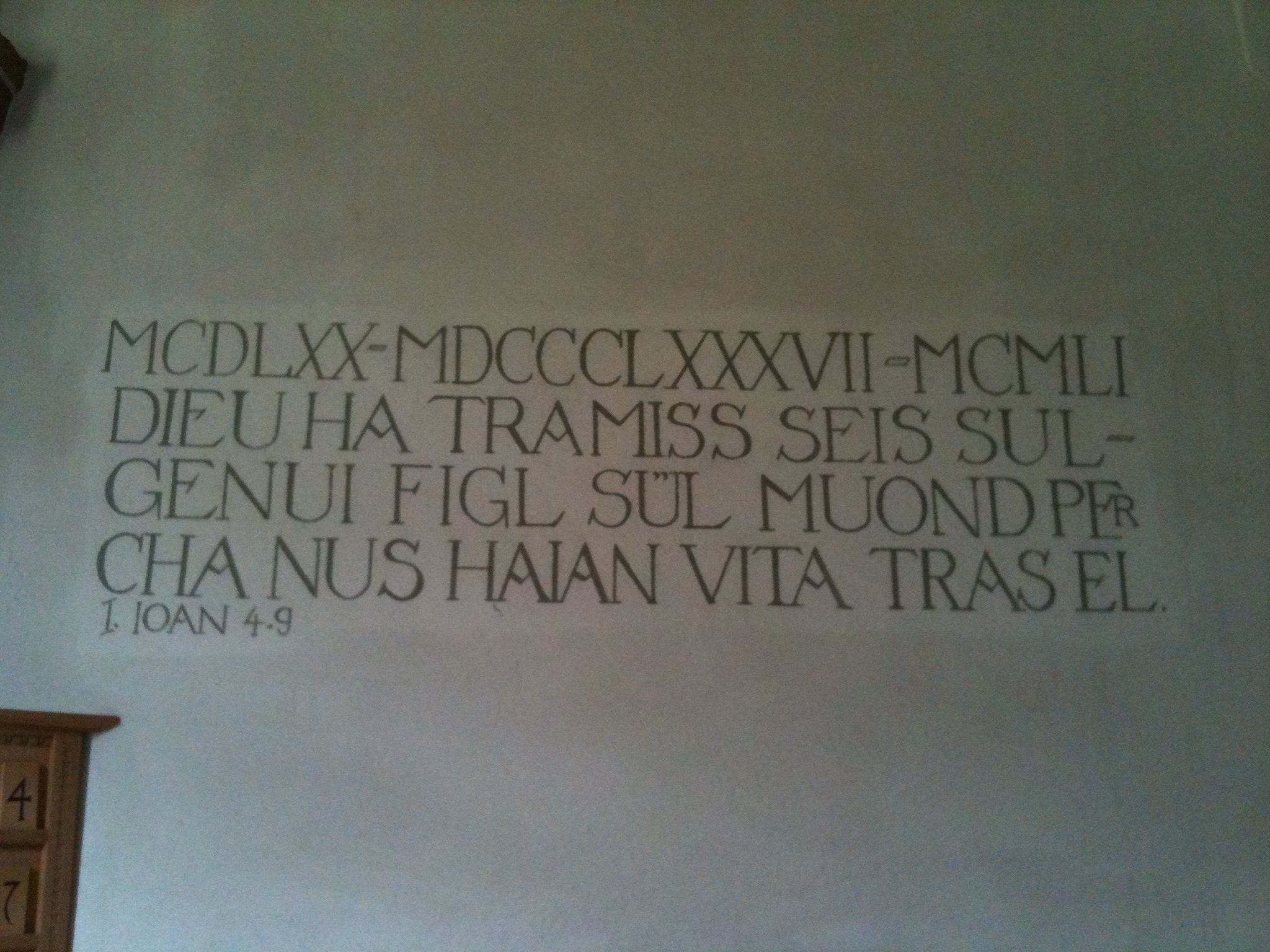
Biblische Wandinschrift in Vallader: «Gott hat seinen eingeborenen Sohn gesandt, damit wir das Leben haben durch ihn (1. Johannes 4,9)»
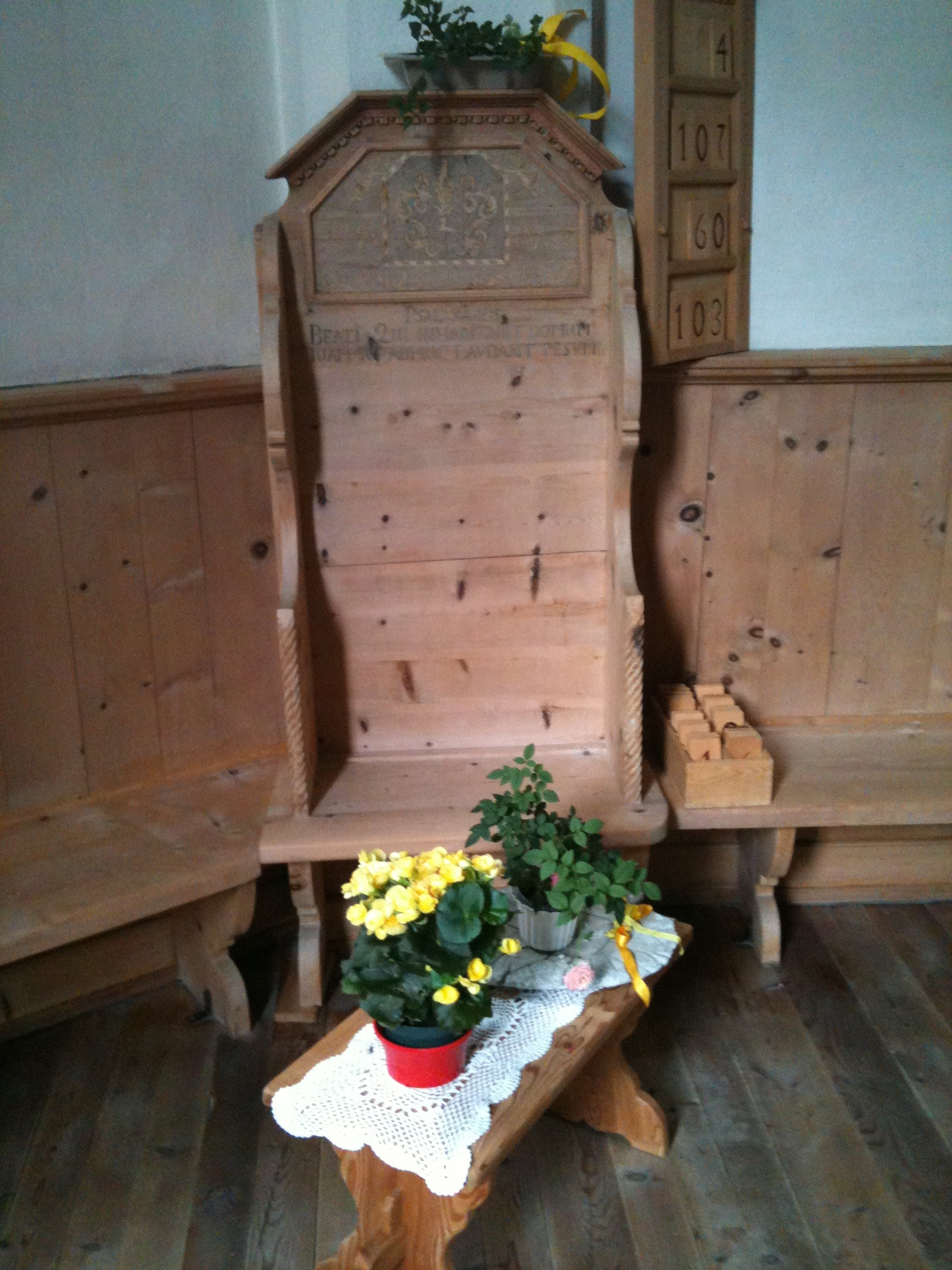
Predigerstuhl gegenüber der Kanzel
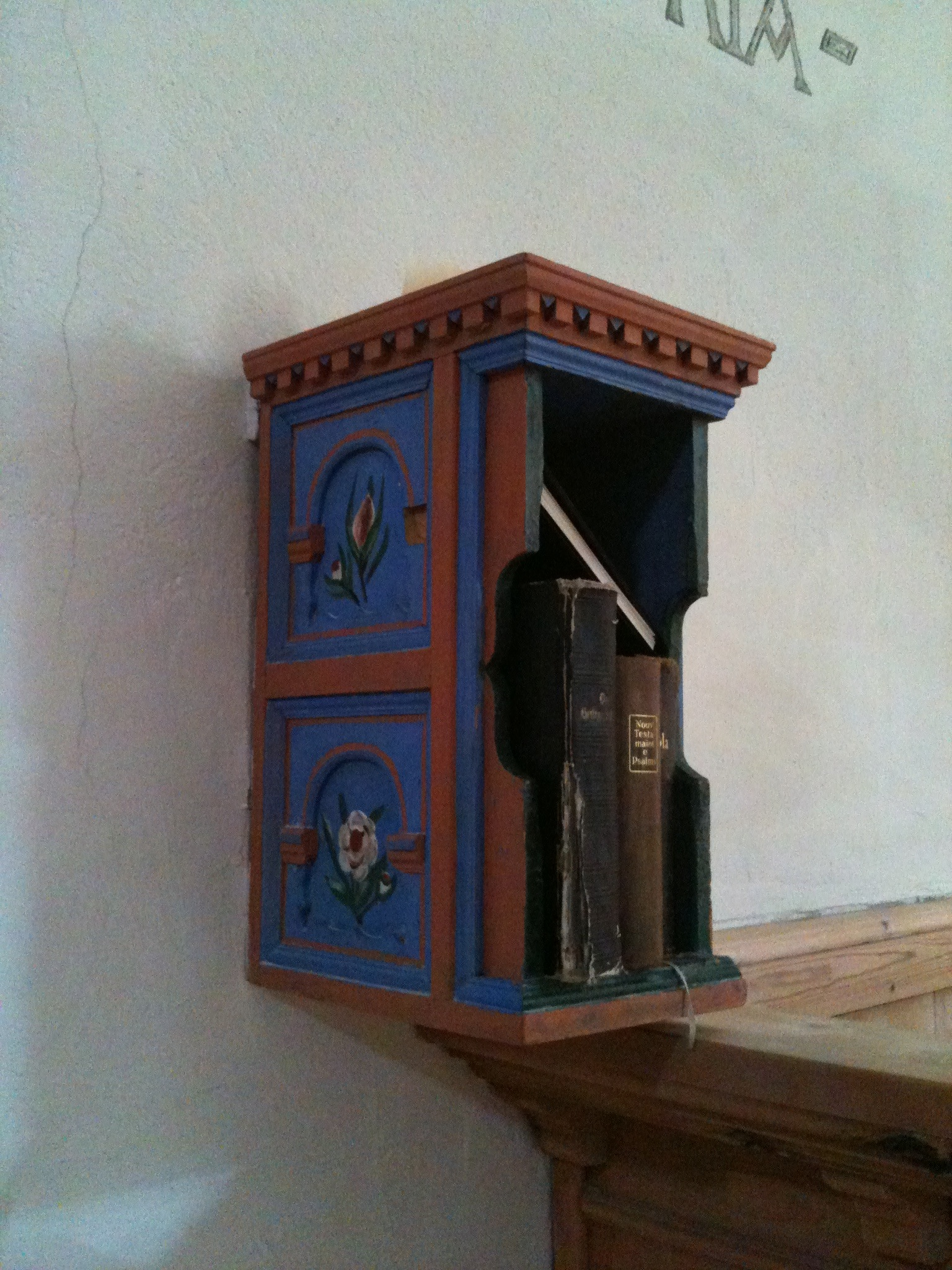
Bemalter Bibelkasten bei der Kanzel
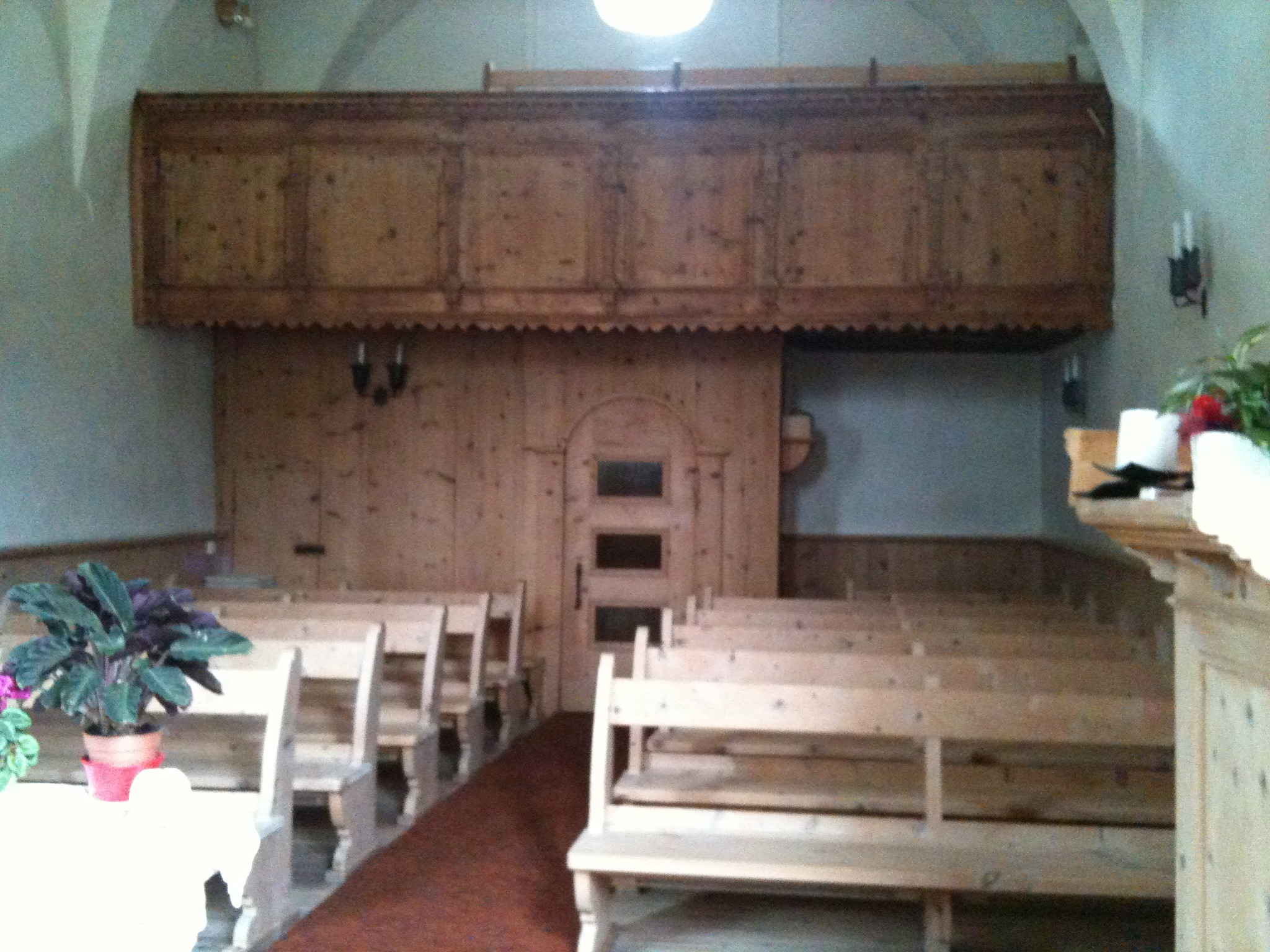
Blick aus dem Chor Richtung Empore
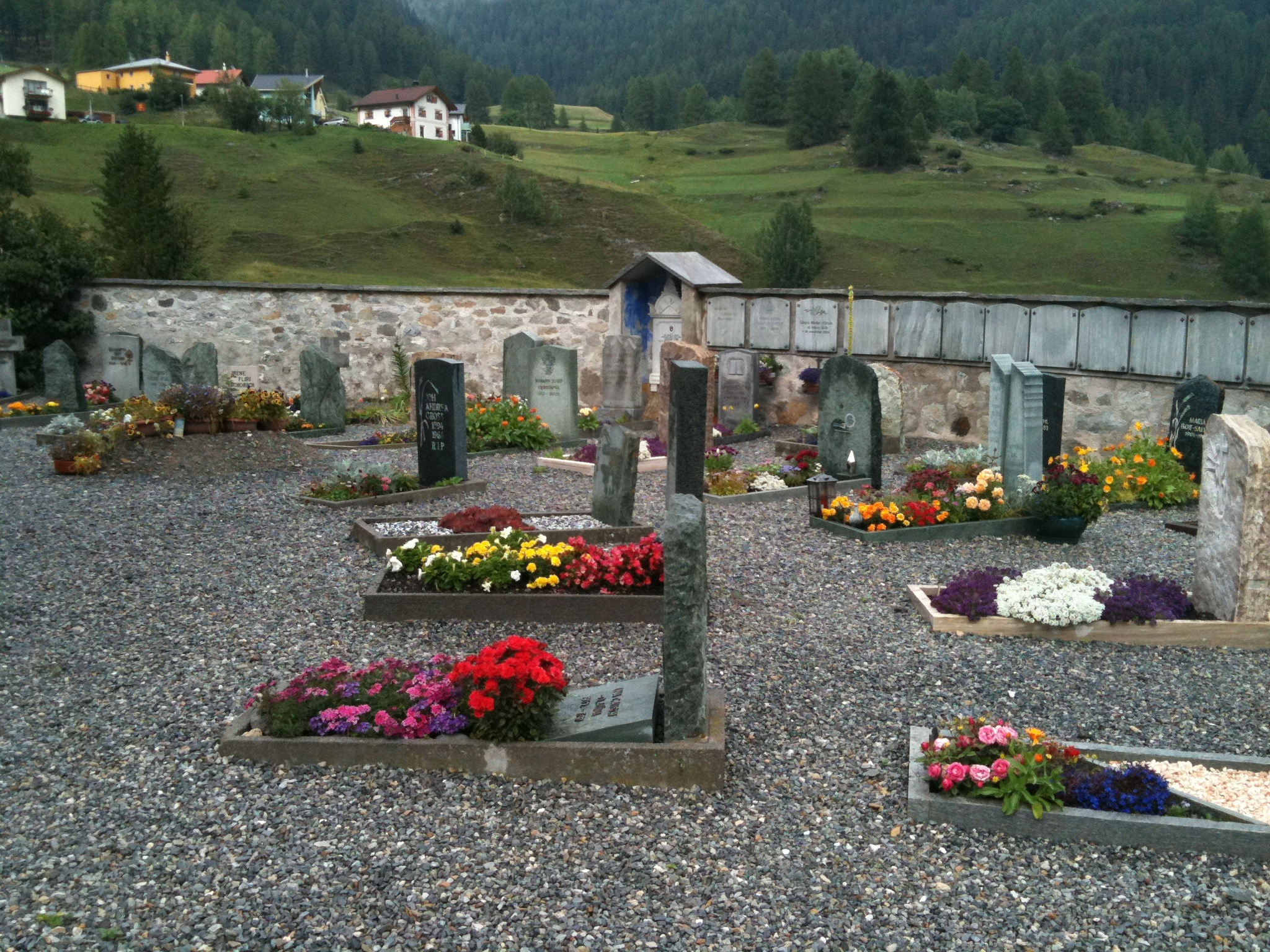
Friedhof bei der Kirche, Gräber halbkreisförmig zur Kirche hin ausgerichtet